# Alphonse Leweck
Alphonse Leweck, född 16 december 1981, är en luxemburgsk hotellarbetare, distributör av vin och före detta fotbollsspelare.
Han spelade för Luxemburg mellan 2002 och 2009. Leweck debuterade mot Albanien den 13 februari 2002, i en match som slutade 0–0.
Leweck har bidragit till att öka Luxemburgs begränsande framgångar i fotbollssammanhang. I kvalet till EM 2008 gjorde Leweck mål i ett bortamöte med Vitryssland, matchen slutade 1-0 till Luxemburg. Han fick även en viktig roll i Luxemburgs bortamöte mot Schweiz i kvalet till fotbolls-VM 2010 där han fastställde slutresultatet till 2–1.